# Cultura maker

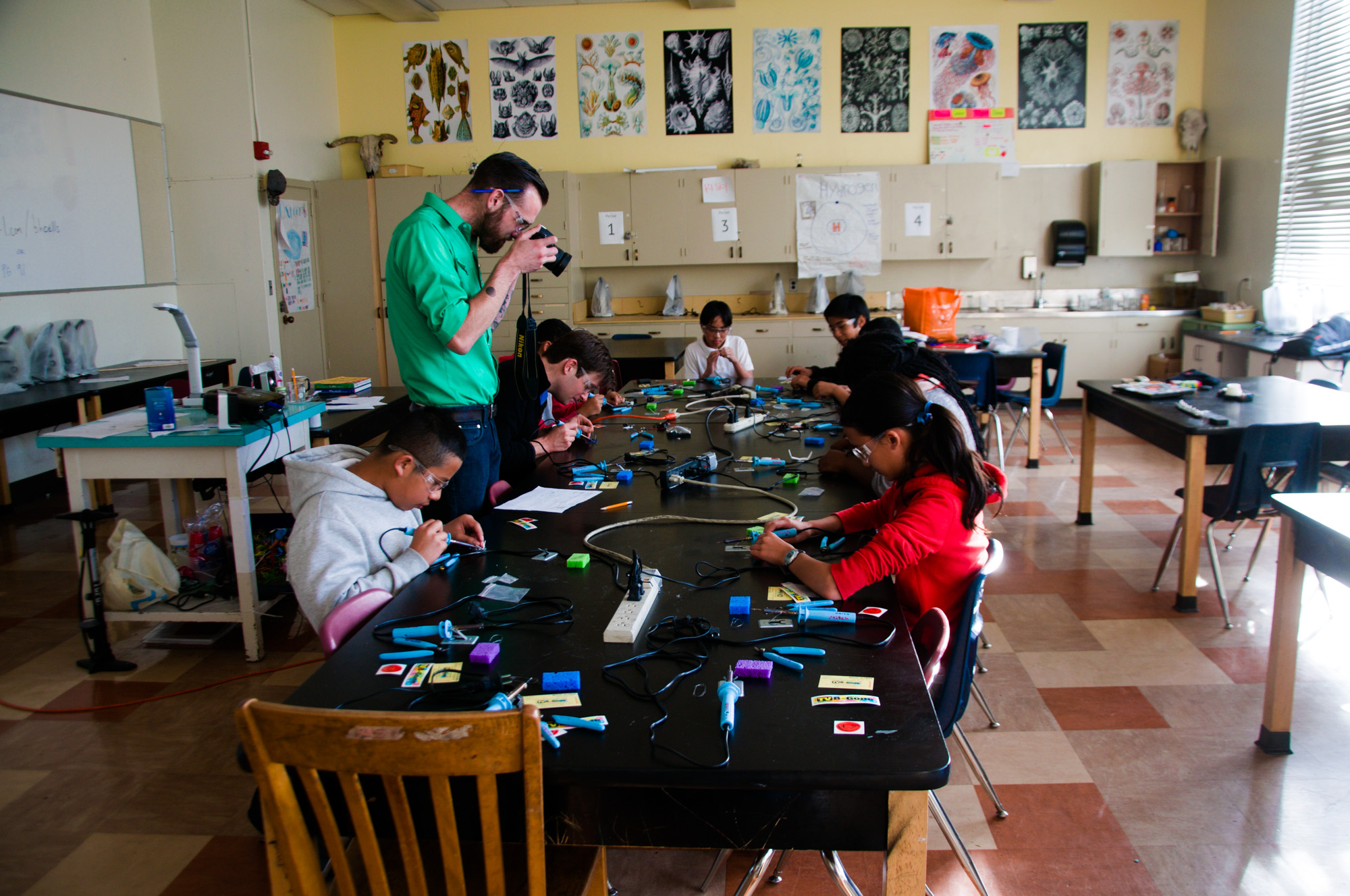

A cultura maker se baseia na ideia de que as pessoas devem ser capazes de fabricar, construir, reparar e alterar objetos dos mais variados tipos e com diversas funções. Maker é uma palavra em inglês que significa fazedor, no sentido de criador, realizador, fabricante. Um aspecto importante do universo maker é o espaço físico, sendo famosos os laboratórios de fabricação onde estão disponíveis máquinas e ferramentas como impressoras 3D, cortadoras a laser, equipamentos e acessórios para desenvolver eletrônica. Nesse contexto, são notórios os chamados makerspaces, fab labs ou mesmo os já mais tradicionais hackerspaces, que permitem a disseminação da cultura maker. A educação maker é a introdução dessa cultura nas escolas públicas e privadas, em cursos e em outros projetos educacionais.
A cultura maker tem crescido nas instituições de ensino, primando por deixar os alunos aprenderem com autonomia, utilizando criatividade e curiosidade.
A educação maker contribui para as habilidades trabalhadas na Base Nacional Comum Curricular, documento que norteia a educação básica brasileira. Leva em conta elementos como empatia, responsabilidade, autonomia, curiosidade e reflexão, e trabalha com questões cognitivas, sócio-emocionais num contexto de multidisciplinaridade, proporcionando ao aluno uma educação mais integradora.Predefinição:Ligação morta

## História
No Brasil vemos eventos semelhantes acontecendo com encontros de grupos de pessoas que usam controladores como Arduino day, Campus Party, Flisol. No mundo, o maior evento maker é a Maker Faire, que ocorre em várias cidades pelo mundo com a participação de grandes referências tecnológicas. Há também edições itinerantes. O Rio de Janeiro foi até então a cidade escolhida para a realização deste evento no Brasil.
A realidade é que este tipo de cultura já existia há décadas e foi responsável pela criação e evolução de indústrias inteiras como foi o caso da indústria dos computadores pessoais que teve suas origens no Homebrew Computer Club, ou Clube dos Computadores Caseiros. Foi no Homebrew Computer Clube que Steve Jobs e Steve Wozniak apresentaram pela primeira vez o Apple I.
Hoje em dia, com a chegada e popularização de tecnologias de construção super sofisticadas como a impressão 3D e os microcontroladores como o Arduino, o Movimento Maker pode ser apenas o início de uma revolução industrial de proporções gigantescas e bastantes profundas para nossa sociedade.
Um dos pilares do movimento maker é o compartilhamento de informações e tecnologia. O criador do Arduino - uma das grandes referências para a massificação dos makers - desenvolveu este microcontrolador como open hardware. E assim também se desdobra para qualquer projeto que uma pessoa esteja idealizando ou desenvolvendo.